# TVアニメ「恋姫†無双」乙女的二重奏歌〜関羽×張飛〜
『TVアニメ「恋姫†無双」乙女的二重奏歌〜関羽×張飛〜』（テレビアニメ こいひめむそう おとめてきにじゅうそうか かんう ちょうひ）は、テレビアニメ『恋姫†無双』のドラマとキャラクターソングが収録されたアルバム。

## 概要
関羽、張飛、諸葛亮の3人によるドラマと、関羽、張飛のキャラクターソングを収録している。
ジャケットには関羽、張飛の絵柄がプリントされている。

## 収録曲
1. 独創的寸劇「関羽、張飛と温泉に入らんとするのこと [14:58]
台詞：関羽（黒河奈美）・張飛（西沢広香）・諸葛亮（鳴海エリカ）
2. 独創的歌曲「勝利の讃歌」 [6:13]
歌：関羽（黒河奈美）・張飛（西沢広香）
3. 演技者より妄想伝想 関羽の巻 [5:37]
台詞：関羽（黒河奈美）・張飛（西沢広香）・諸葛亮（鳴海エリカ）
4. 演技者より妄想伝想 張飛の巻 [2:12]
台詞：関羽（黒河奈美）・張飛（西沢広香）・諸葛亮（鳴海エリカ）
5. 独創的歌曲「勝利の讃歌」（カラオケ） [5:20]